# Merlin

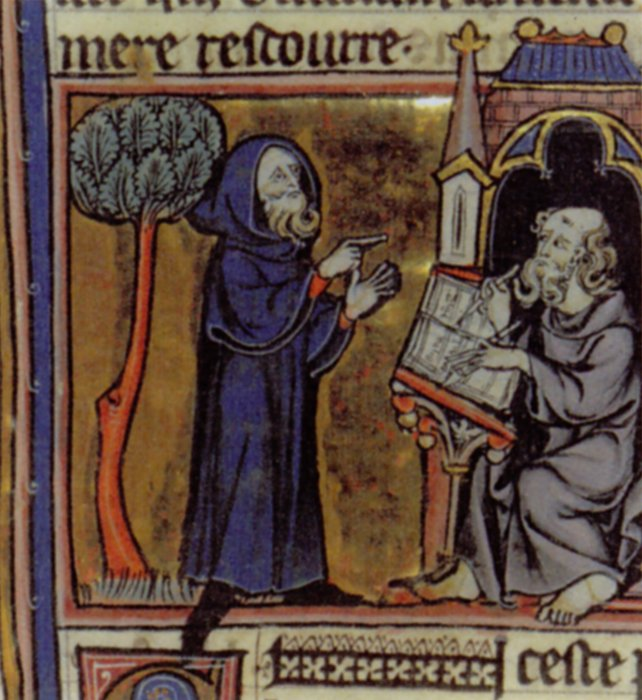
Merlin recitando seus poemas, como ilustrado em um livro francês do século XIII

Merlin ou Merlim foi um mago, profeta e conselheiro do rei Artur nas lendas e histórias do Ciclo Arturiano. Surgido pela primeira vez em obras do século XII, o personagem tornou-se um dos mais populares das lendas arturianas.

## Nome
Merlin é derivado de "Merlinus", denominação latina utilizada por Godofredo de Monmouth na sua obra. O nome é por sua vez uma adaptação de Myrddin, um bardo de origem lendária da mitologia galesa, o qual tinha o dom da profecia. Acredita-se que Godofredo latinizou "Myrddin" como "Merlinus" ao invés de "Merdinus" para que sua audiência de origem anglo-normanda não associasse o nome do mago à palavra vulgar francesa "merde" (merda).

## Maior mago de todos
Como personagem literário, Merlin é criação do cronista medieval Godofredo de Monmouth. A primeira obra escrita por Godofredo sobre o mago foi uma série de Profecias de Merlin (Prophetiae Merlini), cujo texto foi incorporado mais tarde pelo próprio Godofredo na sua História dos Reis da Bretanha (Historia Regum Britanniae), em que Merlin é transformado pelo autor numa figura pseudo-histórica. Godofredo misturou as lendas galesas sobre o bardo Myrddin com a história de Ambrósio (Ambrosius), contada por Nênio na Historia Brittonum, com origem no século IX. Segundo a Historia Brittonum, Ambrósio era uma criança com poderes proféticos, que não tinha pai humano e que fora trazida pelo rei britânico Vortigerno para ser sacrificada na base de um edifício em construção. Ambrósio escapa da morte ao mostrar ter mais poderes que os magos do rei. Já na História dos Reis da Bretanha, Godofredo diz que Ambrósio é outro nome para Merlin e que o mago era filho de um íncubo, o que explica porque seu pai não era humano.
Na obra de Godofredo, Merlin é conselheiro de Uter Pendragão, sendo o artífice do encontro amoroso entre Uter e Igraine, no qual é concebido Artur. Godofredo também descreve Merlin como responsável pelo 'transporte' desde a Irlanda das pedras usadas na construção de Stonehenge. Na obra de Godofredo, porém, Merlin não tem uma relação com o rei Artur, como teria em obras de escritores posteriores. Por volta de 1150, Godofredo voltou a escrever um livro sobre o profeta, denominado Vida de Merlin (Vita Merlini).

## Literatura posterior
Robert de Boron, escritor francês do século XII, foi um dos que mais desenvolveram o personagem de Merlin. Em sua obra, Robert diz que o pai de Merlin era um demônio, e que o bebê era destinado a ser um profeta do mal. Porém, graças à virtude da mãe os planos do demônio são frustrados, e os poderes de Merlin passaram a servir boas causas. Como Godofredo, Robert também dá importância à relação de Merlin com Vortigerno e Uter, mas o papel do personagem é expandido. Merlin é o criador da Távola Redonda de Uter e é o responsável pela Espada na Pedra, que ao ser retirada por Artur lhe dá o direito de ser rei.
Merlin teve grande popularidade na Idade Média e foi personagem importante de muitos romances escritos em francês e inglês, como o ciclo do Lancelote-Graal (ou Vulgata) do século XIII. Merlin torna-se conselheiro de Artur no início do seu reinado, e guia o rei para que obtenha Excalibur da Dama do Lago. Porém, antes do episódio da busca do Santo Graal, Merlin apaixona-se por Viviana, que aprende magia como ele e termina aprisionando o mestre numa prisão encantada. Thomas Malory, na sua famosa Morte de Artur (século XV), também retrata Merlin como um conselheiro sábio do rei Artur e seu final como vítima de Viviana.
Na Era Moderna, Merlin continuou a ter muita popularidade, figurando em obras literárias desde a Renascença até a atualidade. É figura importante nas obras arturianas de Tennyson (Idílios do Rei), Mark Twain e T. H. White.

## Livro
Baseado na série de livros homônima escrita por T. A. Barron e escrito pela ganhadora do Oscar Philippa Boyens (O Senhor dos Anéis: O Retorno do Rei), o filme narrará as origens do mago Merlin, que, anos mais tarde, viria a se tornar o conselheiro do Rei Artur e um dos personagens principais das lendas arturianas. O  livro fez grande sucesso tanto de critica quanto de vendas.O livro conta com 12 volumes.

## Série
Em 2008 a BBC estreou a série As aventuras de Merlin a mesma contou 5 temporadas.